# Sociedad Deportiva Atlético Albericia
La Sociedad Deportiva Atlético Albericia es un equipo de fútbol español localizado en Santander, capital de la comunidad autónoma de Cantabria. Fundado en 1974, actualmente milita en el grupo III de la Tercera Federación. Disputa los partidos como local en el Estadio Juan Hormaechea, con una capacidad de 1000 espectadores.

## Historia
Fundado en 1974, en el barrio santanderino de La Albericia, no compitió oficialmente hasta el año siguiente. Militó principalmente en las categorías regionales en sus inicios, exceptuando un breve paso de tres campañas por la Tercera División, de 1986 a 1989. Regresó nuevamente a las ligas autonómicas, para volver a categoría nacional en la temporada 2000-01. Liga en la que se ha asentado y en la que lleva disputando ininterrumpidamente desde entonces el primer equipo de la entidad, tanto en la Tercera División, como con la actual denominación de Tercera Federación.
Se ha clasificado en dos ocasiones consecutivas para la promoción de ascenso a Segunda Federación, en su fase autonómica. Fue en las temporadas 2022-23 y 2023-24, cayendo en ambas en la primera eliminatoria.

## Estadio
Juega sus encuentros como local en el campo Juan Hormaechea, ubicado en el barrio de La Albericia. Fue inaugurado el 20 de noviembre de 2010. Es de hierba artificial y tiene unas dimensiones de 105 x 51 m. Se estima que cuenta con capacidad para 1000 espectadores, dispone de una grada cubierta con 138 asientos.

## Trayectoria en competiciones nacionales
- Temporadas en Primera División: 0
- Temporadas en Segunda División: 0
- Temporadas en Primera Federación: 0
- Temporadas en Segunda Federación: 0
- Temporadas en Tercera: 27
- Participaciones en Copa del Rey: 0

## Trayectoria
| Temporada | Nivel | Categoría           | Posición | Copa del Rey |
| --------- | ----- | ------------------- | -------- | ------------ |
| 1975-76   | 7     | 2.ª Regional        | —        |              |
| 1976-77   | 7     | 2.ª Regional        | 11.º     |              |
| 1977-78   | 7     | 2.ª Regional        | 1.º      |              |
| 1978-79   | 6     | 1.ª Regional        | 10.º     |              |
| 1979-80   | 6     | 1.ª Regional        | 15.º     |              |
| 1980-81   | 5     | Regional Preferente | 7.º      |              |
| 1981-82   | 5     | Regional Preferente | 4.º      |              |
| 1982-83   | 5     | Regional Preferente | 4.º      |              |
| 1983-84   | 5     | Regional Preferente | 4.º      |              |
| 1984-85   | 5     | Regional Preferente | 4.º      |              |
| 1985-86   | 5     | Regional Preferente | 7.º      |              |
| 1986-87   | 4     | 3.ª División        | 13.º     |              |
| 1987-88   | 4     | 3.ª División        | 10.º     |              |
| 1988-89   | 4     | 3.ª División        | 5.º      |              |
| 1989-90   | 5     | Regional Preferente | 22.º     |              |
| 1990-91   | 6     | 1.ª Regional        | 10.º     |              |
| 1991-92   | 6     | 1.ª Regional        | 7.º      |              |
| 1992-93   | 6     | 1.ª Regional        | 5.º      |              |
| 1993-94   | 6     | 1.ª Regional        | 1.º      |              |
| 1994-95   | 5     | Regional Preferente | 4.º      |              |
| 1995-96   | 5     | Regional Preferente | 15.º     |              |
| 1996-97   | 5     | Regional Preferente | 11.º     |              |
| 1997-98   | 5     | Regional Preferente | 14.º     |              |
| 1998-99   | 5     | Regional Preferente | 7.º      |              |
| 1999-2000 | 5     | Regional Preferente | 5.º      |              |

| Temporada | Nivel | Categoría         | Posición | Copa del Rey |
| --------- | ----- | ----------------- | -------- | ------------ |
| 2000-01   | 4     | 3.ª División      | 12.º     |              |
| 2001-02   | 4     | 3.ª División      | 15.º     |              |
| 2002-03   | 4     | 3.ª División      | 15.º     |              |
| 2003-04   | 4     | 3.ª División      | 10.º     |              |
| 2004-05   | 4     | 3.ª División      | 13.º     |              |
| 2005-06   | 4     | 3.ª División      | 8.º      |              |
| 2006-07   | 4     | 3.ª División      | 7.º      |              |
| 2007-08   | 4     | 3.ª División      | 14.º     |              |
| 2008-09   | 4     | 3.ª División      | 10.º     |              |
| 2009-10   | 4     | 3.ª División      | 11.º     |              |
| 2010-11   | 4     | 3.ª División      | 15.º     |              |
| 2011-12   | 4     | 3.ª División      | 16.º     |              |
| 2012-13   | 4     | 3.ª División      | 14.º     |              |
| 2013-14   | 4     | 3.ª División      | 9.º      |              |
| 2014-15   | 4     | 3.ª División      | 8.º      |              |
| 2015-16   | 4     | 3.ª División      | 16.º     |              |
| 2016-17   | 4     | 3.ª División      | 13.º     |              |
| 2017-18   | 4     | 3.ª División      | 14.º     |              |
| 2018-19   | 4     | 3.ª División      | 14.º     |              |
| 2019-20   | 4     | 3.ª División      | 19.º     |              |
| 2020-21   | 4     | 3.ª División      | 11.º     |              |
| 2021-22   | 5     | 3.ª División RFEF | 7.ª      |              |
| 2022-23   | 5     | 3.ª Federación    | 5.º      |              |
| 2023-24   | 5     | 3.ª Federación    | 4.º      |              |
| 2024-25   | 5     | 3.ª Federación    |          |              |

## Palmarés

### Torneos autonómicos
- 1.ª Regional (1): 1993-94.
- 2.ª Regional (1): 1977-78.